# Stoneola fuscobasalis
Stoneola fuscobasalis är en tvåvingeart som först beskrevs av Erich Martin Hering 1935.  Stoneola fuscobasalis ingår i släktet Stoneola och familjen borrflugor. Inga underarter finns listade i Catalogue of Life.